# Головач Ганна Федорівна
Ганна Федорівна Головач (нар. 1931 — ?) — українська радянська діячка, зоотехнік колгоспу імені Леніна Селидівського (Великоновосілківського) району Донецької області. Депутат Верховної Ради СРСР 6-го скликання.

## Біографія
Народилася в селянській родині. Освіта середня спеціальна.
З 1952 року — зоотехнік колгоспу імені Леніна села Андріївки Селидівського (тепер — Великоновосілківського) району Сталінської (Донецької) області.